# Sarah Austin
Sarah Austin (Norwich, 1793 — Weybridge, Surrey, 8 de agosto de 1867) foi uma escritora e tradutora inglesa.

## Biografia
Nascida Sarah Taylor em Norwich, Inglaterra, em 1793, era a filha mais nova de John Taylor, fabricante de fios de lã e compositor de hinos religiosos, de uma família unitária muito conhecida na cidade. Entre seus seis irmãos e irmãs estavam: Edward Taylor (1784-1863), professor de música e cantor, John Taylor (1779-1863), engenheiro de minas, Richard Taylor (1781-1858), impressor gráfico e editor de trabalhos científicos. Sua mãe, cujo nome de solteira era Susanna Cook (1755-1823), era talentosa e bonita. Sarah, que era a mais nova de sua família, recebeu uma excelente educação, sob a supervisão de sua mãe. Tornou-se fluente em latim, francês, alemão e italiano. Era incrivelmente bela e atraente, e causou alguma surpresa em Norwich, quando se casou com o taciturno John Austin (1790-1859).
O casamento, que aconteceu em 1820, foi uma união de rara simpatia intelectual, e para o qual ela trouxe uma participação incomum de devoção. Durante os primeiros anos de casados eles moraram na Queen's Square, Westminster. Os modos pomposos da senhora Austin, porém, encantadores; sua conversa sempre repleta de informações, interessantes e sensatas, se não brilhantes, e sua natureza multifacetada fez com que o casal ganhasse muitos amigos. Entre eles encontravam-se: o Dr. James Alderson e sua filha Amelia Opie, Henry Crabb Robinson, o banqueiro Samuel Gurney e James Mackintosh. John Stuart Mill testemunhou a estima que John Taylor sentia por ela com o título de Mutter (mãe), pelo qual ele sempre se dirigiu a ela. Jeremy Bentham também fazia parte de seu círculo de amizade.
A única filha do casamento, Lucie (mais tarde Lady Duff-Gordon), nasceu em 1821. O pouco êxito inicial de seu marido na prática do Direito, estimulou Sarah a realizar trabalhos literários, e por muitos anos se ocupou incessantemente em escrever.

## Obras
As traduções literárias de Sarah Austin eram o principal meio de apoio financeiro do casal. Ela também fez muito para promover as obras de seu marido durante a sua vida e publicou uma coletânea de suas palestras sobre a jurisprudência após a sua morte.
Em 1833, publicou Selections from the Old Testament, para ilustrar a religião, a moral, e a poesia das Escrituras hebraicas. No mesmo ano, publicou uma das muitas traduções admiráveis pelas quais ela é mais conhecida: Characteristics of Goethe: From the German of Falk, Von Müller, and others, de Johannes Daniel Falk e Friedrich von Müller, com notas originais valiosas, ilustrativas da literatura alemã. Suas próprias críticas são poucas, mas elas são excelentes, e são marcadas por aquela temperança e bom senso que caracterizou cada linha que ela escreveu.
Em 1834, Sarah traduziu The Story without an End, de Friedrich Wilhelm Carové, e esta tradução admirável já foi muitas vezes reeditada. No mesmo ano, traduziu o famoso relatório sobre o State of Public Instruction in Prussia, endereçado por Victor Cousin ao Conde de Montalivet, ministro da instrução pública. No prefácio, ela implora eloquentemente pela causa da educação nacional. "A sociedade", diz ela, "já não é uma corrente calma, mas um mar agitado; o respeito pela tradição, pela autoridade, já desapareceu. Em tal estado de coisas, quem pode negar a absoluta necessidade da educação nacional?" Em 1839, ela retornou ao mesmo tema em um panfleto, publicado originalmente em um periódico de curta existência, o Foreign Quarterly Review, editado por John George Cochrane. Argumentando, a partir de experiências da Prússia e da França, ela pediu a criação, na Inglaterra de um sistema nacional de educação.
Uma de suas últimas publicações (1859) consistiu de duas cartas endereçadas para a Athenaeum sobre escolas para meninas e sobre a formação de mulheres para o trabalho. Nestas cartas ela demonstra que modificou suas opiniões. Falando das antigas escolas de vilas, ela admitiu que as professoras possuíam pouca instrução. Elas eram frequentemente viúvas "mais versadas nas labutas e dificuldades da vida do que em química ou em astronomia.... Mas, a mais sábia entre elas ensinava grandes lições de obediência, respeito aos mais velhos, assiduidade, higiene, honestidade, e outras virtudes do seu sexo e posições", e treinava suas alunas para serem esposas de homens trabalhadores.
Em 1827, Sarah Austin foi com o marido para a Alemanha e se estabeleceram em Bonn. Coletou, durante sua longa permanência no exterior, materiais para seu trabalho, Germany from 1760 to 1814, que foi publicado em 1854. Alguns capítulos dele haviam aparecido anteriormente como artigos na Edinburgh Review e em The British and Foreign Review. Este livro, pelo qual ela é mais conhecida, é ainda uma fonte de pesquisa interessante e séria das instituições e costumes alemães daquele período. No outono de 1836, Sarah acompanhou o marido até Malta, ocupando-se, enquanto esteve lá, das investigações sobre a arte maltesa remanescente. Em seu retorno daquela ilha, ela e seu marido foram para a Alemanha. De lá, seguiram para Paris, onde permaneceram até serem expulsos pela revolução de 1848.
Em 1840 ela traduziu History of the Popes, de Leopold von Ranke, que foi calorosamente elogiada por Lorde Macaulay e Henry Hart Milman. Seu marido morreu em dezembro de 1859, e em 1861, escreveu, como um prefácio para uma nova edição de The Province of Jurisprudence determined, um livro de memórias de seu marido cheio de comoção. A partir desse momento até 1863 ela esteve laboriosamente empenhada em preparar para a imprensa uma grande quantidade de notas manuscritas de suas palestras, e no mesmo ano foi publicado Lectures on Jurisprudence, or the Science of Positive Law.
Sarah Austin não possuía talento, mas tudo o que ela escreveu é marcado por agradável discriminação e pelo toque do verdadeiro artista literário. Seu estilo é claro, simples, e convincente. Tinha uma alta consciência dos deveres de um tradutor, e ela procurou obedecer rigorosamente a ela. "Tem sido a minha prática invariável", ela mesma disse, "assim que eu me proponho traduzir uma obra, escrevo para o autor da mesma anunciando minha intenção, e acrescentando que, se ele tiver alguma correção, supressão ou adição a fazer, eu levarei em conta as suas sugestões". Ela contribuiu muito para que as melhores mentes da Alemanha se tornassem familiares para os ingleses, e deixou uma respeitabilidade literária, mais devido aos seus diálogos e vasta correspondência com homens ilustres das letras, do que com as suas próprias obras.
A história familiar foi registrada em Three Generations of English Women (1893), pela neta de Sarah Austin, Janet Ross.

## Obras selecionadas
A seguir uma lista de suas principais obras, além das já nomeadas:
- The travels of a German prince in England (Londres 1832) (baseado em Briefe eines Verstorbenen de Hermann von Pückler-Muskau)
- Characteristics of Goethe (1833, 3 volumes) (traduções de obras e comentários de Goethe)
- Translation of Raumer's England in 1835, 1836.
- Considerations on national education (1839)
- History of the Reformation in Germany e History of the Popes (1840), do alemão Leopold von Ranke
- Fragments from German Prose Writers (1841)
- Tradução de François Guizot sobre as Causes of the Success of the English Revolution, 1850.
- Sketches of Germany from 1760 to 1814 (1854), trata das circunstâncias políticas e sociais durante esse período.
- Letters on girls' schools (1857)
- Memoirs of the Duchess of Orleans, 1859.
- Lady Duff Gordon's Letters from Egypt, editado pela senhora Austin, 1865.
- Letters of Sydney Smith, 1855 (2.º volume de Lady Holland's Life and Letters).

## Morte
Sarah Austin estava pensando na preparação de uma nova edição do Lectures on Jurisprudence, or the Science of Positive Law, quando morreu, em 8 de agosto de 1867, em Weybridge, Surrey, de ataque cardíaco. Foi sepultada ao lado do marido no cemitério da igreja de Weybridge.